# Aimé Baboin
Jean Joseph Aimé Baboin, né en 1809 à Saint-Vallier et décédé en 1870 à Nice, fut un industriel en soie et tulle de soie, fondateur des soieries Aimé Baboin & Cie à Saint-Vallier et Lyon.

## Biographie
Aimé Baboin importe en France le procédé de tulle de soie, et gagne rapidement des parts de marché importantes en France et à l'international. À l'occasion de l'Exposition universelle de 1867, il déclare employer 1300 personnes pratiquant 250 métiers.
Aimé Baboin finance la fondation de l'École centrale de Lyon en 1857, et la construction de la basilique de Fourvière. Il acquiert également le Château de Loyes en 1850, propriété toujours entre les mains de la famille Baboin au début du XXIe siècle.
Décédé en 1870 à Nice, Aimé Baboin est inhumé au cimetière de Loyasse à Lyon.

## Autres fonctions
- Membre de la Société d'archéologie, d'histoire et de géographie de la Drôme[2]
- Membre fondateur (1873) et membre protecteur (1897) de la Société de géographie de Lyon[2]

## Prix et récompenses
- 1867 : Grande médaille d'or de l'exposition Universelle[2]
- 1869 : Chevalier de la Légion d'honneur[2]